# Хикори Хил (Кентаки)
Хикори Хил (енгл. Hickory Hill) град је у америчкој савезној држави Кентаки.

## Демографија
По попису из 2010. године број становника је 114, што је 30 (-20,8%) становника мање него 2000. године.
| Група             | 2000.       | 2010.      |
| Белци             | 115 (79,9%) | 96 (84,2%) |
| Афроамериканци    | 15 (10,4%)  | 11 (9,6%)  |
| Азијати           | 11 (7,6%)   | 6 (5,3%)   |
| Хиспаноамериканци | 0 (0,0%)    | 1 (0,9%)   |
| Укупно            | 144         | 114        |